# 665 v. Chr.
Portal Geschichte | Portal Biografien | Aktuelle Ereignisse | Jahreskalender | Tagesartikel

◄ |
8. Jahrhundert v. Chr. |
7. Jahrhundert v. Chr. |
6. Jahrhundert v. Chr. |
►

◄ | 680er v. Chr. | 670er v. Chr. | 660er v. Chr. | 650er v. Chr. |
640er v. Chr. |
►

◄◄ | ◄ | 668 v. Chr. | 667 v. Chr. | 666 v. Chr. | 665 v. Chr. |
664 v. Chr. |
663 v. Chr. |
662 v. Chr. |
► |
►►

## Ereignisse

### Wissenschaft und Technik
- 3. Regierungsjahr des babylonischen Königs Šamaš-šuma-ukin (665 bis 664 v. Chr.)
  - Im Babylonischen Kalender fiel das babylonische Neujahr des 1. Nisannu auf den 9.–10. März[1]; der Vollmond im Nisannu auf den 22.–23. März[1] und der 1. Tašritu auf den 1.–2. Oktober[1].[2]
  - Der am 1. September[1] beginnende Schaltmonat Ululu II wird ausgerufen.